# Токариха (Дальнеконстантиновський район)
Токариха (рос. Токариха) — присілок в Дальнеконстантиновському районі Нижньогородської області Російської Федерації.
Населення становить 3 особи. Входить до складу муніципального утворення Малопіцька сільрада.

## Історія
Від 2009 року входить до складу муніципального утворення Малопіцька сільрада.

## Населення
| 2002 | 2010 |
| ---- | ---- |
| 3    | →3   |